# Валевский, Михаил
Михаил Валевский (1735—1806) — государственный деятель Речи Посполитой, подкоморий краковский (1776—1785), последний воевода серадзский (1785—1792).

## Биография
Представитель польского шляхетского рода Валевских герба «Першхала».
В 1764 году был избран послом (депутатом) от Ленчицкого воеводства на элекционный сейм, где поддержал избрание Станислава Августа Понятовского на польский королевский престол.
Член конфедерации Анджея Мокроновского и депутат сейма от Краковского воеводства в 1776 году. Был членом Конфедерации Четырёхлетнего сейма. Во время Четырёхлетнего сейма 1788—1792 годов Михаил Валевский выдвинул проект увеличения польской армии до 100 тысяч солдат.
Староста либертовский, маршалок Барской конфедерации в Краковском воеводстве (14 декабря 1771), камергер королевский (1779), подкоморий краковский (1776—1785), ротмистр народной кавалерии (1789). В 1792 году Михаил Валевский был включен в список депутатов и сенаторов, составленный российским посланником Яковом Булгаковым, на которых российское правительство могло опереться при свержении конституции 3 мая 1791 года.
Маршалок конфедерации Краковского воеводства и консуляр Генеральной коронной конфедерации в Тарговицкой конфедерации (1792).
Кавалер польских орденов Святого Станислава (1778), Белого орла (1785) и прусского ордена Красного орла (1793).

## Семья и дети
Жена — Ядвига Турно
Дети:
- Каролина Тереза Валевская (1788—1846), муж (1799—1814) — граф Александр Францишек Ходкевич (1776—1838)
- Теодора Валевская, муж — хорунжий великий коронный Ян Казимир Стецкий (ум. 1820).